# Черкашин, Андрей Алексеевич
Андре́й Алексе́евич Черка́шин (род. 1970) — советский белорусский легкоатлет, специалист по бегу на короткие дистанции. Выступал на всесоюзном уровне в конце 1980-х — начале 1990-х годов, чемпион Спартакиады народов СССР, чемпион СССР, действующий рекордсмен Белоруссии в эстафете 4 × 100 метров. Представлял город Минск и Вооружённые силы.

## Биография
Андрей Черкашин родился в 1970 году.
Занимался лёгкой атлетикой в Минске, выступал за Белорусскую ССР и Советскую Армию. Проходил подготовку под руководством заслуженного тренера Белоруссии Владимира Никифоровича Зинченко.
Первого серьёзного успеха на всесоюзном уровне добился в сезоне 1989 года, когда на чемпионате СССР в Горьком с белорусской командой выиграл серебряную медаль в зачёте эстафеты 4 × 100 метров.
В июле 1991 года на чемпионате страны в рамках X летней Спартакиады народов СССР в Киеве вместе с партнёрами по белорусской сборной Леонидом Сафронниковым, Александром Старовойтовым и Александром Кнышем превзошёл всех соперников в эстафете 4 × 100 метров и завоевал золотую награду, при этом установил ныне действующий рекорд Белоруссии в данной дисциплине — 39,44.